# Фельбекен
Фельбекен (нім. Veelböken) — громада в Німеччині, розташована в землі Мекленбург-Передня Померанія. Входить до складу району Північно-Західний Мекленбург. Складова частина об'єднання громад Гадебуш.
Площа — 32,53 км2. Населення становить 636 ос. (станом на 31 грудня 2020).